# Glycyrrhiza gontscharovii
Glycyrrhiza gontscharovii là một loài thực vật có hoa trong họ Đậu. Loài này được Maslenn. miêu tả khoa học đầu tiên.